# Blas Giunta
Blas Giunta, né le 6 septembre 1963 à Buenos Aires (Argentine), est un footballeur argentin, qui évoluait au poste de milieu de terrain à San Lorenzo, à Cipolletti, à Platense, au Real Murcie, à Boca Juniors, au Deportivo Toluca, à Ourense et à Defensores de Belgrano ainsi qu'en équipe d'Argentine.
Giunta ne marque aucun but lors de ses sept sélections avec l'équipe d'Argentine entre 1987 et 1991. Il participe à la Copa América en 1991 avec l'équipe d'Argentine.

## Carrière de joueur

### Clubs
- 1983-1984 :  San Lorenzo
- 1984-1985 :  Cipolletti
- 1985-1986 :  Platense
- 1989-1988 :  San Lorenzo
- 1988-1989 :  Real Murcie
- 1989-1993 :  Boca Juniors
- 1993-1995 :  Deportivo Toluca
- 1995-1997 :  Boca Juniors
- 1997 :  Ourense
- 1997-1999 :  Defensores de Belgrano

### Palmarès

#### En équipe nationale
- 7 sélections et 0 but avec l'équipe d'Argentine entre 1987 et 1991
- Vainqueur de la Copa América en 1991

#### Avec Boca Juniors
- Vainqueur de la Supercopa en 1989
- Vainqueur de la Recopa Sudamericana en 1990
- Vainqueur de la Copa Master de Supercopa en 1992
- Vainqueur de la Copa de Oro en 1993
- Vainqueur du Championnat d'Argentine en 1992 (Tournoi d'ouverture)

## Carrière d'entraîneur
- 2003-2004 :  Estudiantes
- 2004-2005 :  Deportivo Morón
- 2005-2013 :  Almirante Brown
- 2013-2014 :  Quilmes AC[1]